# 過マンガン酸カリウム
過マンガン酸カリウム（かマンガンさんカリウム、英: potassium permanganate）は、化学式 KMnO4 の無機化合物で、カリウムイオン (K+) と過マンガン酸イオン (MnO4−) より構成される過マンガン酸塩の一種。Mn の酸化数は+7、O の酸化数は−2、K は+1である。
式量は 158.04 g/mol で、水、アセトン、メタノールに可溶である。固体では深紫色の柱状斜方晶系結晶である。においはなく、強力な酸化剤である。
水への溶解度は 7.5 g/100 g (25 °C) で、約 200 ℃ で酸素を放ち分解する。
麻薬及び向精神薬取締法により麻薬向精神薬原料に指定されている。

## 歴史
過マンガン酸カリウムは1659年に発見された。初期の写真家の間では閃光粉として使用されていた。

## 製法

### 実験室的製法
主に以下の3段階の操作で合成される。
1. 酸化剤に対して耐久性のある素材（不動態被膜を形成する鉄など）製の容器で二酸化マンガンと、水酸化カリウムもしくは炭酸カリウムを溶融させて空気酸化させるか、前者2つに酸化剤である塩素酸カリウムもしくは硝酸カリウムを混合して溶融させて酸化し、マンガン酸カリウムを得る。
2. 合成したマンガン酸カリウムを冷却後に水に溶解し、酸化剤に耐久性のある素材(ガラス繊維ろ紙等)を用いて未反応のMnO2等を濾別する。
3. 濾過後の溶液に二酸化炭素を吹き込むと自己酸化還元反応が起こり、過マンガン酸カリウムが生成する。

マンガン酸イオン(MnO42-)は中性～酸性条件下、酸性が強くなるほど不安定になり、自己酸化還元反応によって二酸化マンガンと過マンガン酸イオンに不均化することを利用する。
上記の方法は、化学反応としては2つの反応を利用している。下記にその一例を示す。
1. 二酸化マンガンの酸化によるマンガン酸カリウムの生成
塩基に水酸化カリウム、酸化剤に塩素酸カリウムを用いた場合
{\displaystyle {\ce {3MnO2 + 6KOH + KClO3 -> 3K2MnO4 + KCl + 3H2O}}}
塩基に水酸化カリウム、酸化剤に酸素を用いた場合
{\displaystyle {\ce {2MnO2 + 4KOH + O2 -> 2K2MnO4 + 2H2O}}}
2. マンガン酸カリウムの不均化による過マンガン酸カリウムの生成
{\displaystyle {\ce {3K2MnO4 + 2H2O -> 2KMnO4 + MnO2 + 4KOH}}}
特に、pH調整剤として二酸化炭素を用いた場合
{\displaystyle {\ce {3K2MnO4 + 2CO2 -> 2KMnO4 + MnO2 + 2K2CO3}}}

### 工業的製法
軟マンガン鉱 (主成分:二酸化マンガン MnO2) を水酸化カリウムに溶融し、空気酸化してマンガン酸カリウムとした後、電解酸化または塩素により酸化して製造する。
塩素によるマンガン酸カリウムの酸化は次の式で表される。
{\displaystyle {\ce {2K2MnO4 + Cl2 -> 2KMnO4 + 2KCl}}}

## 用途

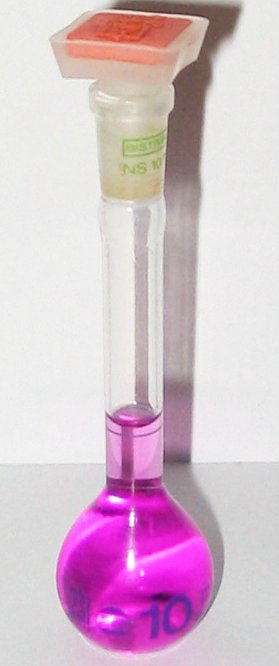
KMnO_{4} の希薄水溶液

過マンガン酸カリウムは強い酸化剤として、実験室および工業の場面で数多くの種類の酸化反応に用いられている。用いる溶液の濃度である程度酸化作用を調節でき、例として薄い KMnO4 水溶液はアルケンを 1,2-ジオール（グリコール）に酸化する。より濃い溶液は芳香環のメチル基などのアルキル基をカルボキシ基に酸化する。分析化学では KMnO4 水溶液の標準溶液の紫色が目視で確認しやすく、当量点の特定が容易であるために酸化還元滴定の滴定剤として用いられる。深紫色の過マンガン酸イオンは、酸性溶液中では酸化数+2を持つ薄いピンク色の Mn2+ (aq) 陽イオンに還元される。塩基性溶液中では過マンガン酸イオンは酸化数+4を持つ茶色の沈殿物、二酸化マンガン (MnO2) に還元される。
過マンガン酸カリウム水溶液と塩酸プソイドエフェドリン水溶液からメトカチノンを生成する事ができる。薄い水溶液は洗口液 (0.25%) もしくは手の消毒液 (1%) としても利用される。コカインを 100% 純粋に精製するのにも用いられてきた。ほかに、殺菌剤、消臭剤、魚類の寄生虫駆除、飲料水の殺菌、リン中毒の解毒剤、染料の用途が挙げられる。
エチレンを酸化して分解してしまうので、バナナの長期保存に使用される。過マンガン酸カリウムを使用することにより、常温で最大4週間の貯蔵が可能となる。
　また木パルプのκ価を測定する試薬として用いられる。自動車のラジエター液と混合すると発火するので、サバイバルキットに点火材として含まれることがある。

## 注意
固体の過マンガン酸カリウムは非常に強い酸化剤であり、純粋なグリセリンなどのアルコールと混合すると強い発熱反応が発生する。この反応はこれらが入っているガラスや他の容器を溶かすほど自発的に高温の燃焼となり、近くにある可燃性の物質に引火することがある。この反応は固体の過マンガン酸カリウムが多種の有機化合物と混合された場合にも発生し得る。
{\displaystyle {\ce {3 C3H5(OH)3 + 14KMnO4 -> 14MnO2 + 7K2CO3 + 2CO2 + 12H2O}}}
水溶液中では酸性条件下で最も強い酸化力を示し、中性、塩基性では酸性条件より酸化力は弱い。これは過マンガン酸イオンの水溶液中での安定度と密接な関係があり、過マンガン酸イオンは酸性条件下では不安定で、中性、塩基性において安定である。（但し、過剰の塩基存在下では不安定で、マンガン酸イオンへ還元される。）また、当然濃度によっても酸化力は危険性と共に増減する。過マンガン酸カリウムの水溶液は、特に薄い場合、酸化力は低く危険性は低いが、高濃度では過マンガン酸イオンは不安定で酸化力は強くなり、危険性が高まる。さらに、過マンガン酸カリウムの固体を濃硫酸と混合すると、爆発性の酸化マンガン(VII) (Mn2O7) を生成する。
また、通常、酸性条件で酸化を行う場合、希硫酸で酸性にした硫酸酸性過マンガン酸カリウム水溶液を用いる。これは硫酸が過マンガン酸イオンの酸化作用の影響を受けず、かつ最も汎用され、安価な酸で都合が良いためである。酸化剤に対して安定な酸ならば、他の酸を用いることも可能である。
仮に塩酸を用いた場合、塩化水素が還元剤となって酸化される反応が起こってしまう。
硝酸では酸化作用に対しては安定であるが、自身が酸化剤であるために、酸化還元滴定などでは正確な値の測定には不都合である。また、過マンガン酸カリウムの濃厚な水溶液や固体を塩酸と混合すると、致死性の塩素ガスが発生する。これは自発的な反応であり、穏やかな酸化剤である二酸化マンガンとの反応とは異なる点である。（二酸化マンガンと塩酸との反応は加熱が必要）
過マンガン酸カリウムは衣服や手を染色するため取り扱いには注意が必要である。これは、過マンガン酸カリウムが還元されてできる二酸化マンガンのためである。衣服のしみは酸性にした亜硫酸ナトリウム（亜硫酸ガスの発生に注意、酸性の定着液を使用すると安全、処理後の洗浄を確実に）を使用して除去可能である。ただし、シュウ酸を使うこともできる。肌のしみは48時間以内に自然に除去されるが、肌に触れるとやけどを起こし、飲み込むと胃腸炎を起こす。
日本では法令により危険物第一類、特定麻薬向精神薬原料に指定されている。アメリカではDEA規則により使用と販売が制限されている。